# Cobie Buter
Jacobje Jantje Buter, detta Cobie (Steenwijk, 17 maggio 1946), è una nuotatrice olandese.

## Carriera

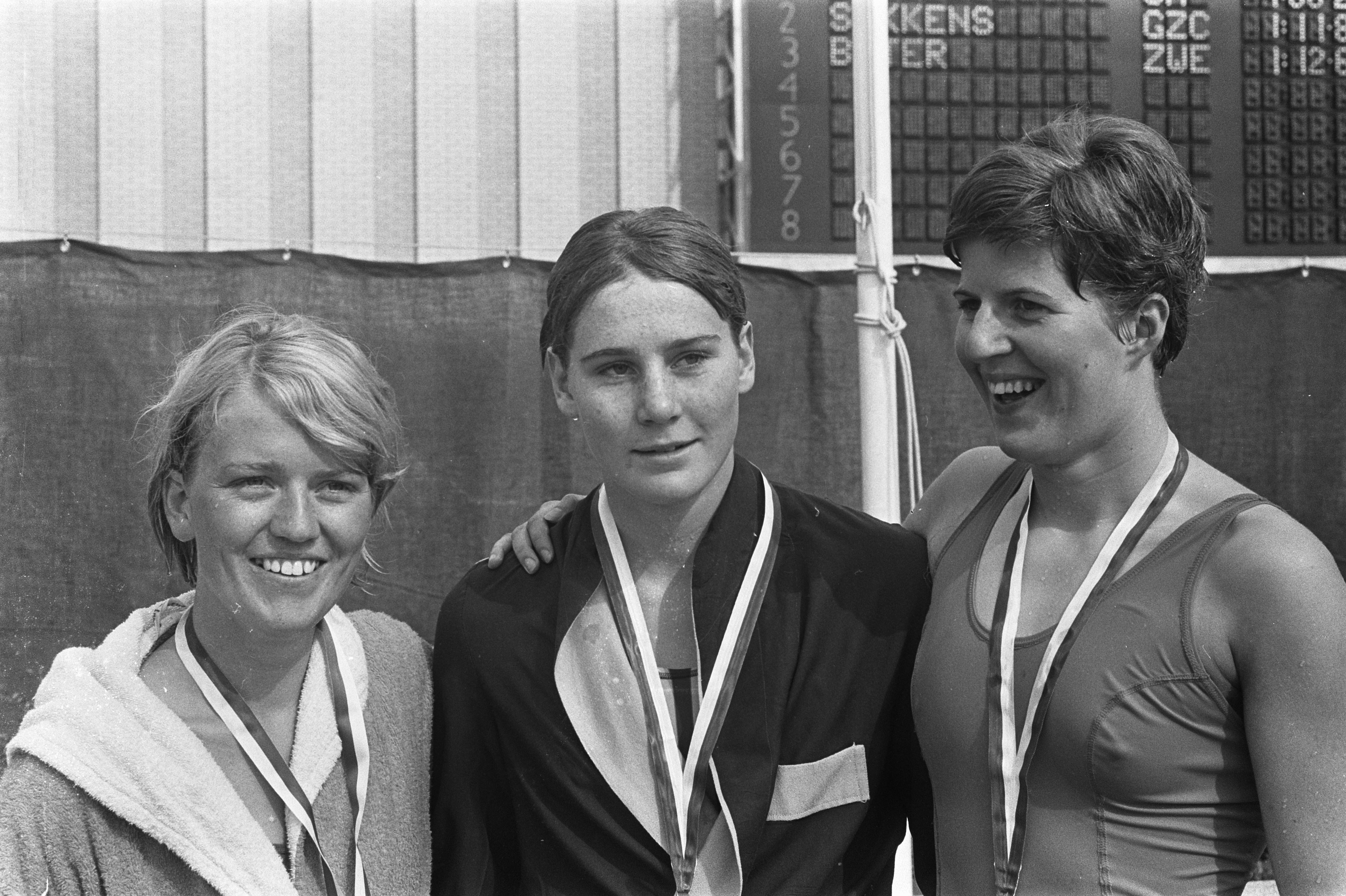
Cobie Buter con Cobie Sikkens e Karen Muir nel 1967

Specialista del dorso, Cobie Buter fu membro della nazionale olandese tra la seconda metà degli anni sessanta e i primi anni settanta.
Nel 1968, all'età di ventidue anni, venne convocata per le Olimpiadi di Città del Messico, prendendo parte a due gare: nei 100 m dorso si fermò alle semifinali, giungendo undicesima, mentre nella staffetta 4x100 m misti conquistò la finale, ottenendo il settimo piazzamento insieme alle compagne Klenie Bimolt, Ada Kok e Nel Bos.
Nel 1970 partecipò ai campionati europei di Barcellona, dove vinse la medaglia di bronzo nei 200 m dorso e ottenne il quarto posto nella staffetta 4x100 misti.
Successivamente al ritiro dal nuoto agonistico, lavorò come allenatrice.

## Palmarès
| Giochi olimpici                | 100 m dorso      | 4 × 100 m misti |
| 1968 Città del Messico Messico | 11ª in SF 1'10"7 | 7ª 4'38"7       |
| Campionati europei             | 100 m dorso      | 4 × 100 m misti |
| 1970 Barcellona Spagna         | Bronzo: 1'08"5   | 4ª 4'35"2       |